# Viktor Romanko
Viktor Romanko (russisch Виктор Алексеевич Романько, Wiktor Alexejewitsch Romanko; * 1953 in Gukowo, Oblast Rostow) ist ein russischer Bajan-Virtuose.

## Leben
Nach seiner pädagogischen und künstlerischen Ausbildung arbeitet Viktor Romanko heute als Professor am Ural-Konservatorium in Jekaterinburg in Russland.
Der bekannte Künstler spielte zahlreiche Konzerte in: Belgien, China, Deutschland, England, Frankreich, Italien, Kasachstan, Lettland, Litauen, Moldawien, Norwegen, Österreich, Polen, Russland, Schweden, Schweiz, Tschechien, Türkei, Ukraine, Weißrussland.
Das musikalische Spektrum spannt einen Bogen von Klassik, Originalmusik, volkstümlicher Musik bis hin zur Rock- und Popmusik.
Viktor Romanko ist der einzige Künstler der Welt, der die Komposition Die vier Jahreszeiten von Antonio Vivaldi in eigener Bearbeitung als Gesamtwerk auf dem Bajan (ähnlich einem Knopfakkordeon) vorstellt.
Romanko ist erfolgreich als Improvisationskünstler auf dem Bajan und spielt Melodien, die er spontan auf der Bühne in verschiedenen Stilrichtungen zu neuen Kompositionen verwandelt.

## Veröffentlichungen
Viktor Romanko bespielte bisher zwei Schallplatten, drei Musik-Cassetten und 5 CDs:
- Viktor Romanko – Bajan
- Von Vivaldi bis Gershwin
- Improvisationen
- Faszination Bajan
- Espressivo
- Best of Viktor Romanko

## Auszeichnungen
Viktor Romanko ist 1. Preisträger des Internationalen Wettbewerbs in Klingenthal und 1. Preisträger für Improvisationskunst in Russland. Außerdem ist er Preisträger zahlreicher Wettbewerbe in den Staaten der ehemaligen Sowjetunion. Als Anerkennung für besondere Leistungen wurde Viktor Romanko 1994 als Verdienter Künstler Russlands ausgezeichnet. 2004 bekam Viktor Romanko im Namen von Präsident Wladimir Putin die höchste Auszeichnung Volkskünstler Russlands.